# 職業紹介事業
職業紹介事業（、英語: employment agent service）、職業仲介事業（、英語: employment agency）とは、労働市場において雇用の仲介を行う事業であり、公的なものと、民間運営のものが存在する。公的機関により運営されるのは公的職業安定組織であり、これを無料で提供するよう国際労働条約88号では要求されている。
また民間によって行われる職業紹介事業は、以下に分類される。
- 求人と求職とを結び付けるためのサービス
- 労働者派遣事業
- 最も代表的な労使団体との協議の上、権限ある機関が定める求職関連サービス

日本においては職業安定法を根拠とする。就職（就活）や転職を希望する求職者と労働者を求める企業（求人者）との仲介を行って、双方の要求を満たすような就職（就活）や転職の実現を目的とするサービスを提供する。就職（就活）エージェントや転職エージェントと呼ばれることもある。転職エージェントには、doda（デューダ）やリクルートエージェント、ファンオブライフなど多数のサービスが存在する。
なお、特に企業における役員職の求人を結びつけるものはエグゼクティブサーチと呼ばれる。

## 国際労働条約
民間職業仲介事業所については、国際労働条約181号ではこれを3つに分類し、許可・認可制とすることを求めている。日本はこれに批准している。
この条約においては「88号条約の規定に留意」することが求められており、民間職業紹介事業を行う国においては、国が事業を行う公的職業安定組織（いわゆる公共職業安定所、ハローワーク）があること前提にしている。

## 日本
日本における根拠法は職業安定法である。同法第4条において「職業紹介とは、求人及び求職の申込みを受け、求人者と求職者との間における雇用関係の成立をあっせんすることをいう。」と定義されている。
許可された民間事業者には13-ユ-30**45のような許可番号が付与される。頭の2桁の数字は都道府県コードで、東京都なら13で始まる。その次には有料事業なら「ユ」、無料なら「ム」。その後の6桁の数字が事業者固有の番号で、2004年3月1日以降の許可は300001から始まる通し番号となっている。
- 大学等の学校・専修学校などについて、所轄の公共職業安定所長（ハローワーク）に届け出ることにより無料職業紹介事業を行うことができるとある（大学の就職課など）[2]。
- ハローワークと同じ国（厚生労働省）の機関として、概ね40歳以上の管理的職業、専門的・技術的職業に従事してきた人を対象に職業紹介や相談を行う「人材銀行」（厚生労働省サイトの説明）が全国12箇所にある。
- シルバー人材センターは、高年齢者等の雇用の安定等に関する法律を根拠とする。

### 民間による有料事業
民間でサービスを提供し対価を得る業者は、同法上有料職業紹介事業者と呼ばれ、一般においては「人材紹介」などと呼ぶこともある。
企業が欲しがる人材を第三者が手配するという点では、労働者派遣事業と類似する点があるが、職業紹介事業はあくまで顧客企業と労働者とを引きあわせる事業に過ぎず、労働者派遣事業の場合とは異なり、職業紹介事業者が労働者との間に雇用契約を結ぶことはない（ただし、派遣期間終了後に派遣先での雇用を前提とした紹介予定派遣の場合、派遣業者に労働者派遣事業と職業紹介事業の両方の許可が必要となる）。
一般に、求職者側は職業紹介事業者への登録や情報の利用は無料で行える。雇用者（求人者）側は、紹介された求職者を受け容れて雇用し、採用後一定期間（数ヶ月〜半年程度）が経過しても、その採用者（転職希望者）が求人側企業に在籍し続けている場合に、紹介事業者に対して報酬を支払う。報酬の相場は、雇用する求職者の年収の1〜3割が相場である。特に、ホワイトカラーの紹介の場合は、年収の25〜35%程度が相場である。
業者によっては、事業の再編による人員整理（いわゆるリストラ）に伴う他社への転職支援（アウトプレースメント）を請け負っている場合もある。
業態としては1960年代後半から存在したが、規制緩和により有料職業紹介事業者の扱える分野が広がった2000年頃から、新規参入が増えている。2007年時点では、港湾運送業務、建設業務以外のほぼ全ての分野で職業紹介事業が可能である。国際間にわたる紹介に関しては、現地国に業務提携先があるなどの条件を満たした上での特別の許可が必要である。
市場規模としては、定義により異なるが、矢野経済研究所は、ホワイトカラー人材紹介の市場規模を、2009年に670億円としている。

### 分野
主に、各種技術系エンジニア・研究者や経営全般、法務、財務など社業のマネジメント（社業一切を任せる社長の例もある）といった職種に利用されており、これらは、初期から、民間による職業紹介事業で扱われている。「人材バンク」や「転職エージェント」などと呼ぶ場合、この分野の職業紹介事業を指すことが多い。人材紹介に関するエージェントフィーは年俸の3割程度と高額であることから早期離職の場合（例えば半年以内など）はフィーを返還するなどの措置を設けている事業者が多い。
家政婦に特化した「家政婦紹介所」、マネキンに特化した「マネキン紹介所」、配ぜん人に特化した「配膳人紹介所」（若しくは、サービスクリエーター）などがある。
芸能プロダクションにおいては、モデル部門のみ、またはその部門を併設しているところでは、有料職業紹介事業所にあたるが、芸能人（俳優、タレント、歌手、声優）などは、個人事業者であっても労働基準法における労働者には該当せず、労働時間規制など、労働法制上の多くの保護は受けられない。しかし、芸能人が未成年者である場合、児童福祉法の保護法制の対象となる。
医療関連の職業紹介については製薬メーカーの医薬情報担当者を除き、規制緩和まで許認可が下りなかった。医師の紹介は自治体都道府県の医師会による無料紹介活動「ドクターバンク」や医局の人脈による斡旋が主流である。看護師はナースセンターが無料の職業紹介と実務研修を行っている。規制緩和により医療関係者の人材紹介会社が登場した。
現業・技能系のブルーカラー職種についても、医療関連同様に規制緩和が遅かったことや、親方の人脈による紹介が一般的だったこともあり、専門業者は少ない。職業安定法第33条の12の規定により、港湾運送業務（港湾労働法第2条第2号に規定する港湾運送の業務又は同条第1号に規定する港湾以外の港湾において行われる当該業務に相当する業務として厚生労働省令で定める業務をいう）、建設業務（土木、建築その他工作物の建設、改造、保存、修理、変更、破壊若しくは解体の作業又はこれらの作業の準備の作業に係る業務をいう）は紹介が禁じられている。同条では「その他有料の職業紹介事業においてその職業のあつせんを行うことが当該職業に就く労働者の保護に支障を及ぼすおそれがあるものとして厚生労働省令で定める職業」も禁止対象だが、これについては2020年1月現在、省令で定められていない。
職業紹介事業は、多くの場合、市場価値が未知数な新卒者よりも転職者を対象として行われるが、近年では、第二新卒や新卒など若年層を取り扱う業者が増えつつある。また、求人ありきの職業紹介がこれまでの慣習であったが、求職者ありきの職業紹介を行うジョブハンティングと呼ばれる職業紹介事業も登場してきた。
短時間・短期間の仕事に特化したマッチングアプリは、一般に有料職業紹介事業の枠組みに基づいてサービスの提供がなされている。